# مرکز تحقیقات یون سنگین GSI هلمهولتز
این GSI مرکز تحقیقات یون سنگین هلمهولتز (آلمانی: GSI Helmholtzzentrum für Schwerionenforschung) دولتی و مرکز تحقیقات در ویکس هازن حومه شهر دارمشتات، آلمان تأسیس شد و در سال 1969 به عنوان مرکز تحقیقات یون سنگین (آلمانی: Gesellschaft für Schwerionenforschung) مخفف GSI به آن نسبت داده شد.
این آزمایشگاه انجام می‌دهد پایه و پژوهش‌های کاربردی در فیزیک و علوم طبیعی رشته. زمینه‌های اصلی پژوهش شامل پلاسما فیزیکبا فیزیک اتمیبا ساختار هسته ای و واکنش‌های تحقیقات بیوفیزیک و تحقیقات پزشکی است. آزمایشگاه عضو انجمن هلمهولتز آلمان مراکز تحقیقاتی.
سهامداران هستند، دولت فدرال (۹۰ درصد) و ایالت هسنهای تورینگن و راینلند-فالتز در کشور آلمان واقعاست. به عنوان یک عضو از انجمن هلمهولتزفعلی نام داده شد به تسهیلات در ۷ اکتبر ۲۰۰۸ به منظور آن را واضح تر ملی و بین‌المللی آگاهی است.

## تحقیقات اولیه

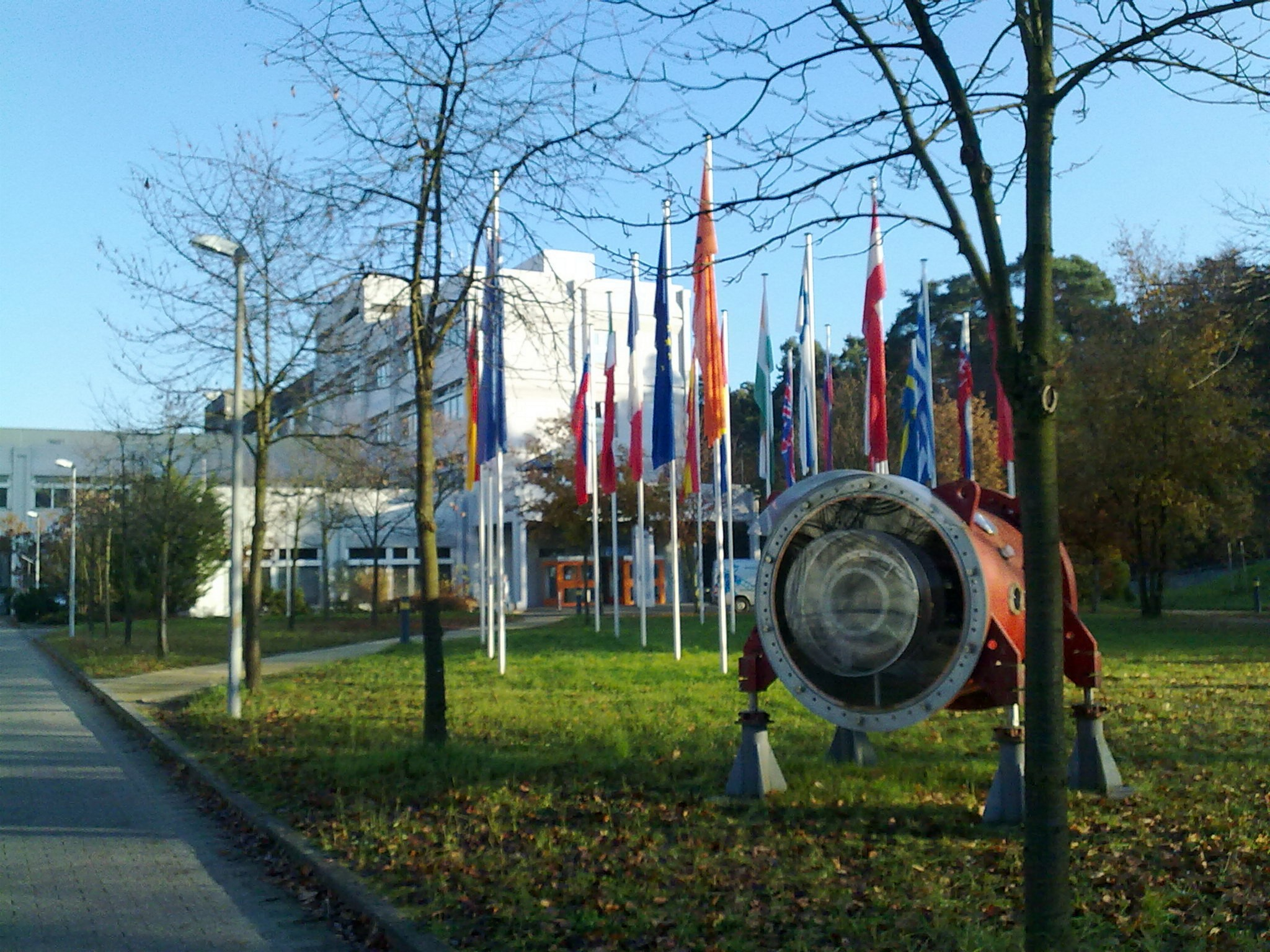

رئیس ابزار سنگین یون شتاب‌دهنده مرکز متشکل از UNILACجهانی شتاب‌دهنده خطی (انرژی ۲–۱۱٫۴ میلیون در هر nucleon), SIS 18, سنگین-ion synchrotron (گراد ۰٫۰۱۰–۲ GeV/u) و ESR تجربی سازی حلقه (0.005 - 0.5 GeV/u) و FRS. این UNILAC راه اندازی شد و در سال ۱۹۷۵ به SIS 18 و ESR اضافه شد در سال ۱۹۹۰ افزایش یون شتاب از ۱۰ درصد از سرعت نور به ۹۰ درصد است.
عناصر کشف شده در GSI: بوریم(1981), مایتنریم(1982) با هاسیم(1984), دارمشتادیم(1994), رونتگنیوم(1994) و کوپرنیسیم(1996).
عناصر وجود تأیید GSI: نیهونیوم(2012), فلروویوم(2009), مسکوویم(2012), لیورموریوم(2010) و تنسین (2012).

## تحولات تکنولوژیکی
یکی دیگر از مهم تکنولوژی توسعه یافته در GSI استفاده از پرتوهای یون سنگین در درمان سرطان (از ۱۹۹۷). به جای استفاده از X-ray تابش یونهای کربن استفاده می‌شود به منور بیمار است. این تکنیک اجازه می‌دهد که تومور به ارگان‌های حیاتی به درمان می‌شود که ممکن است با اشعه X است. این است که با توجه به این واقعیت است که برگ اوج کربن یون بسیار واضح تر از اوج X-ray فوتون. تسهیلات بر اساس این تکنولوژی به نام Heidelberger Ionenstrahl-Therapiezentrum (ضربه) ساخته شده در دانشگاه هایدلبرگ مرکز پزشکی شروع به درمان بیماران در نوامبر 2009.

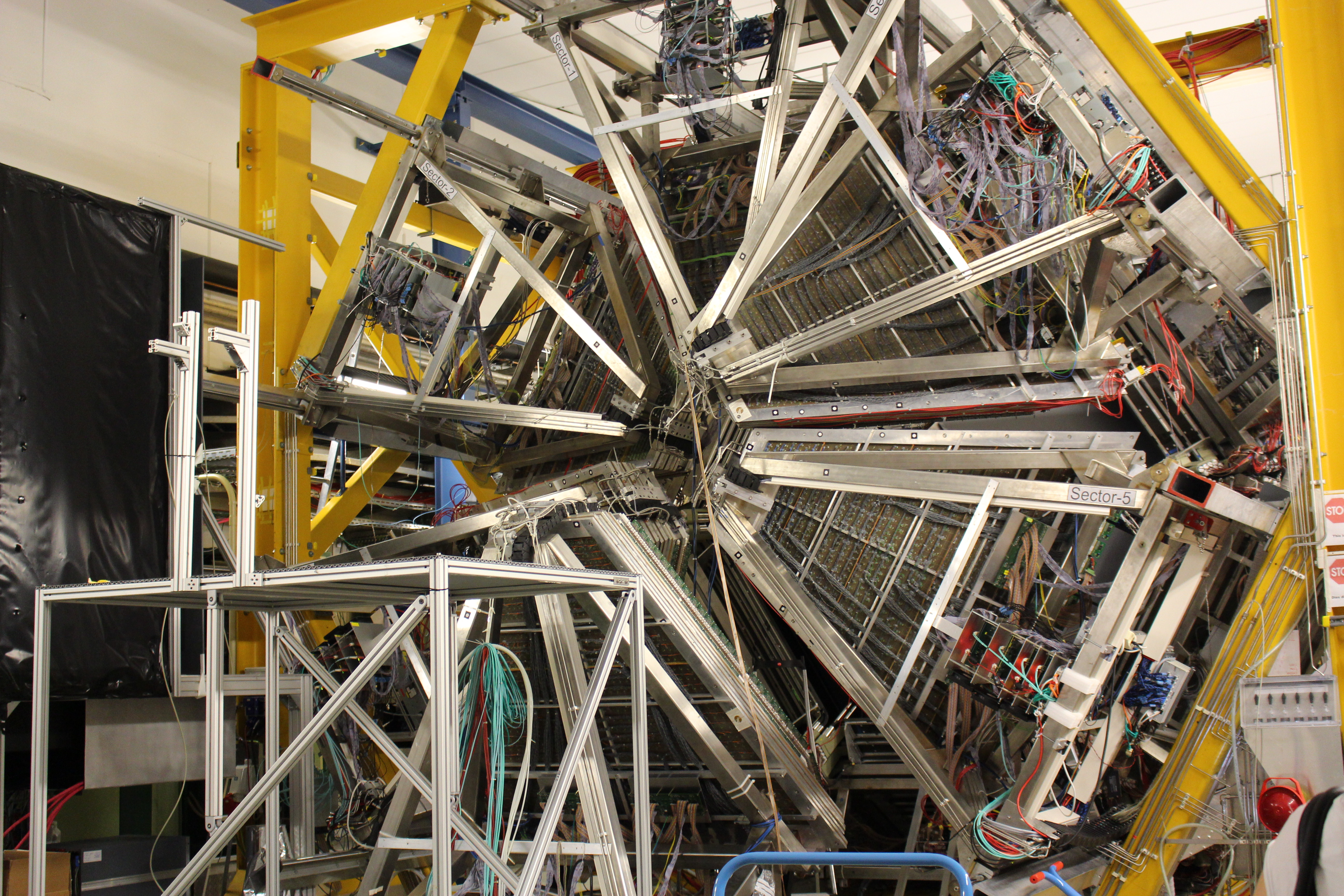

## بخش دیگر از امکانات
- دو پر انرژی لیزربه nhelix (Nanosecond ثانیهigh Energy Laser سنگین مندر Experiments)[۶] و Phelix (Petawatt ثانیهigh Energy Laser سنگین مندر Experiments).[۷]
- A Large یکrea Neutron Detector (زمین).[۸]
- یک FRagment Separator (FRS) - GSI قطعه جداکننده یا FRS یک مرکز ساخته شده در سال ۱۹۹۰. آن را به تولید جدا و متفاوت تیرهای از (معمولاً) رادیواکتیو یون. این فرایند ساخته شده‌است از یک ثبات پرتو شتاب UNILAC و سپس SIS impinging در تولید هدف است. از این بسیاری از قطعات در حال تولید است. ثانویه پرتو تولید شده توسط مغناطیسی انتخاب یون.
- یک Experimental Storage Ring (ESR) که در آن تعداد زیادی از شدت متهم رادیواکتیو یون را می‌توان برای مدت زمان طولانی.[۹] این تسهیلات را فراهم می‌کند وسیله ای به اندازه‌گیری‌های دقیق خود را از فروپاشی حالت است.[۱۰] کشف مرموز پدیده جدید شناخته شده به عنوان GSI ناهنجاریاست.

## آینده تکامل
در سال‌های آینده GSI خواهد شد به یک ساختار بین‌المللی به نام منصفانه برای تسهیلات برای Antiproton و یون پژوهش: یکی جدید synchrotron (با مربوط مغناطیسی سفتی 100 Tm) فوق‌العاده-FRS و چندین حلقه که در میان یکی است که می‌تواند مورد استفاده قرار گیرد برای تحقیقات ضد ماده. بخش عمده ای از تسهیلات خواهد شد راه اندازی در سال ۲۰۲۲ کامل عملیات برنامه‌ریزی شده برای سال ۲۰۲۵ است.
ایجاد نمایشگاه با همکاری امضا شده در ۷ نوامبر ۲۰۰۷ توسط ۱۰ کشور: فنلاند، فرانسه، آلمان، هند، رومانی، روسیه اسلوونی و سوئد و انگلستان و لهستان. نمایندگان شامل آنته شاوان آلمان فدرال وزیر علوم و رولاند کخنخست وزیر ایالت هسن.